# Josep Maria Corredor i Pomés
Pour les articles homonymes, voir Corredor.
Josep Maria Corredor i Pomés, né le 3 juin 1912 à Gérone (Catalogne) et mort le 29 septembre 1981 à Perpignan (Pyrénées-Orientales), est un écrivain et traducteur catalan, maître et militant culturel.

## Biographie
Né à Gérone, il est le plus jeune des trois fils de Manuel Corredor et Serafina Pomés. Au cours de la Seconde République espagnole, il fait partie des cercles intellectuels et progressistes de la ville et commence à écrire dans la presse locale. Après des études à l'École normale de Gérone, il se déplace à Madrid puis à Barcelone pour poursuivre des études de philosophie. Avec le soulèvement militaire de 1936, il interrompt ses études et est rappelé sous les drapeaux. Après la défaite républicaine, il reste en exil en France. Il reprend et finit ses études à l'université de Montpellier. 
À la fin de la Seconde Guerre mondiale, il s'installe à Perpignan où il se marie et a une fille. Il commence une carrière prolifique en tant qu'activiste culturel et est en relation avec les figures de proue de l'exil catalan : Pompeu Fabra, Antoni Rovira i Virgili. Il finit par devenir le secrétaire personnel de Pau Casals. Fruit de sa relation avec le violoncelliste, en 1955 paraît Conversations avec Pablo Casals : souvenirs et opinions d'un musicien. Le livre est un succès et est édité dans divers pays. À la suite de la publication d’un article dans Le Figaro Littéraire, Josep M. Corredor favorise une campagne internationale pour ériger à Collioure une tombe pour le poète Antonio Machado. 
De l’exil, dans les années 1960, Corredor reprend son activité dans la presse catalane et quand le dictateur Francisco Franco meurt, il retourne à Gérone. Mais il est déçu par la transition espagnole, et ne se sent pas à sa place. Il se suicide le 29 septembre 1981 à Perpignan.

## Principales œuvres
- Joan Maragall : un esprit méditerranéen, 1951
- Conversations avec Pablo Casals, 1954